# ناختياغ كوشفادا 1
ناختياغ كوشفادا 1 (NJG   1) جناح مقاتلات ليلية لسلاح الو النازي لوفتفافه الحرب العالمية الثانية . NJG   تم تشكيل 1 في 22 يونيو 1940 في مونشنغلادباخ. وبحلول نهاية الحر، كانت الوحدة المقاتلة الليلية الأكثر نجاحًا وحققت نحو 2311 انتصارًا ليلا ونهارًا، مقابل خسارة 676 من طاقم الطائرة أثناء القتال. 

## خلفية
لم تظهر عمليات المقاتلات الليلية في ألعاب الحرب للفيرماخت خلال عامي 1935 و1936. القليل من قانون خدمة لوفتفافه رقم 16 يتعلق بالقتال الليلي باستثناء القسم 253، الذي دعا إلى إنشاء مناطق قتال ليل، حتى يتمكن المقاتلون الليليون والمضادة للطائرات لم تتدخل المدفعية مع بعضها البعض. كان من المقرر استخدام كشاف موضعي لدعم الطيارين. وخلصت المادة 253 إلى أنه ينبغي تجنب أي إعاقة للقوات الجوية الهجومية بسبب «التدابير التقييدية». ترك الموقف السائد للقتال الليلي القادة على الأرض لإجراء البحوث بأنفسهم. حدث الأول في برلين، بواسطة Luftkreiskommando II من مايو إلى نوفمبر 1936. أمر أوبركوماندو دير لوفتفافه بتجربة الكشافات والطائرات من الصيف، 1937. في عام 1939 تم إنشاء العديد من المقاتلات الليلية (أسراب أو رحلات جوية)؛ لكن كل هذه تم تحويلها إلى وحدات مقاتلة يوم 16 أغسطس 1939. 
بدأ الغزو الألماني لبولندا في سبتمبر 1939 الحرب العالمية الثانية في أوروبا. بدأت القوات الجوية الفرنسية وقيادة قاذفات سلاح الجو الملكي البريطاني غارات القصف على الموانئ والشحن الألماني. معركة هيليجولاند بايت في ديسمبر 1939 أنهت عمليات ضوء النهار للقوات الجوية الملكية (RAF) حتى عام 1944. استمرت قيادة القاذفة في العمليات الليلية ضد ألمانيا، والتي امتدت إلى المدن والبلدات الألمانية من 10/11 مايو 1940. استسلام الفرنسيين بعد معركة فرنسا لم تنه التهديد الذي تشكله القوات الجوية البريطانية.   أمر فولفجانج فالك I / ZG 1 خلال الغزو الألماني للدنمارك. مباشرة بعد الاحتلال، ظهرت قيادة القاذفات بشكل متكرر لمهاجمة المواقع الألمانية، وكان فالك قادرًا على الطيران باعتراضات أثناء الغسق. كان فالك على يقين من أن وحدة ماسرشميت بي إف 110 يمكنها الدفاع عن المجال الجوي ليلاً بمساعدة مشغلي الرادار. تمت دعوة فالك إلى وزارة طيران الرايخ للتعبير عن آرائه لألبرت كيسيلرينغ، إرنست أوديت وإرهارد ميلش. أمر هيرمان جورينج، القائد العام للوفتفافه، فالك بإنشاء ناختياغ كوشفادا في دوسلدورف في 22 يونيو 1940. 
توصل فالك إلى الاستنتاج، ولم يكن من الممكن تنظيم القتال الليلي وتشغيله من قبل ضابط واحد من جناح واحد. رداً على ذلك، شكل جوزيف كامهوبر فرقة المقاتات الليلية. تم تنسيق الرادار وأضواء البحث والمدفعية المضادة للطائرات في إطار هذه المنظمة على مستوى الفرقة في 17 يوليو 1940. في 23 يوليو تم إنشاء المقر الرئيسي في بروكسل، في بلجيكا المحتلة. في 1 أغسطس 1940، تم إنشاء مركز قيادة في زيست بالقرب من أوترخت في هولندا المحتلة. تم استخدام طياري ووحدات Zerstörer للتحويل إلى المقاتلين الليليين. لم تكن هناك مدارس تدريب مقاتلة ليلية في عام 194، حتى تم إنشاء مدارس الطيران المكفوفين في شلايسهايم من عام 1941.  أنشأت خط كامهوبر، والذي سمح للرادار بالتساوي بتوجيه المقاتلات الليلية إلى قاذفات سلاح الجو الملكي. 

## الضباط القادة
كومبور
- أوبرست فولفجانج فالك ، 26 يونيو 1940 - 30 يونيو 1943 [1]
- أوبرست فيرنر ستريب، 1 يوليو 1943 - مارس 1944 [1]
- المقدم Hans-Joachim Jabs ، مارس 1944 - مايو 1945 [1]

I / NJG 1
- هاوبتمان جونتر رادوش، 1 يوليو 1940 - 6 أكتوبر 1940 [1]
- الرائد فيرنر ستريب، 18 أكتوبر 1940 - 1 يوليو 1943 [1]
- هاوبتمان هانز ديتر فرانك، 1 يوليو 1943 - 27 سبتمبر 1943 [1]
- هاوبتمان مانفريد ميورير، 28 سبتمبر 1943 - 21 يناير 1944 [1]
- الرائد بول فورستر، يناير 1944 - 1 أكتوبر 1944 [1]
- هاوبتمان فيرنر باكيه، 2 أكتوبر 1944 - 8 مايو 1945 [1]

II / NJG 1
- هاوبتمان ستيلفريد 2 أكتوبر 1940 - 6 أكتوبر 1940 [1]
- الرائد والتر إيل، 6 أكتوبر 1940 - 17 نوفمبر 1943 [1]
- الرائد إيكارت فيلهلم فون بونين، 18 نوفمبر 1943 - 25 أكتوبر 1944 [1]
- هاوبتمان بريفيس، 26 أكتوبر 1944 - 8 مايو 1945 [1]

III / NJG 1
- هاوبتمان فون بوثمر، 1 يوليو 1940 - 1 نوفمبر 1940 [1]
- هاوبتمان شون، 1 نوفمبر 1940 - 1 فبراير 1941 [1]
- هاوبتمان فون جريف 8 فبراير 1941 - 5 يونيو 1942 [1]
- هاوبتمان فولفجانج تيميج، 6 يونيو 1942 - 31 مايو 1943 [1]
- الرائد Egmont Prinz zur Lippe-Weißenfeld ، 1 يونيو 1943 - 20 فبراير 1944 [1]
- الرائد مارتن دروز، 1 مارس 1944 - 8 مايو 1945 [1]

IV / NJG 1
- الرائد هيلموت لينت ، 1 أكتوبر 1942 - 1 أغسطس 1943 [1]
- هاوبتمان هانز يواكيم جابس، 1 أغسطس 1943 - 1 مارس 1944 [1]
- الرائد هاينز فولفجانج شناوفر، 1 مارس 1944 - 26 أكتوبر 1944 [1]
- هاوبمان هيرمان غرينر ، 1 نوفمبر 1944 - 8 مايو 1945 [1]

### اقتباسات
1. 1 2 3 4 5 6 7 8 9 10 11 12 13 14 15 16 17 18 19 20 21 22 23 24 25 26 27 28 29  Aders 1978.
2. ↑  Caldwell & Muller 2007.

### قائمة المراجع
- Addison، Paul؛ Crang، Jeremy (2006). Firestorm: The Bombing of Dresden 1945. Lodon: Pimlico. ISBN:978-1844139286.
- Aders، Gebhard (1978). History of the German Night Fighter Force, 1917–1945. London: Janes. ISBN:0-354-01247-9.
- Balss, Michael (1997). Deutsche Nachtjagd. Materialverluste in Ausbildung und Einsatz Erganzungen zu Personalverlusten in Ausbildung und Einsatz (بالألمانية). VDM Heinz Nickel. ISBN:978-3-925480-36-2.
- Boiten, Theo (1997). Nachtjagd: the night fighter versus bomber war over the Third Reich, 1939–45 (بالإنجليزية). London: Crowood Press. ISBN:978-1-86126-086-4.
- Boiten, Theo (1999). Night Airwar: Personal Recollections of the Conflict Over Europe, 1939-45 (بالإنجليزية). London: Crowood Press. ISBN:978-1861262981.
- Boog، Horst؛ Krebs، Gerhard؛ Vogel، Detlef (2006). Germany and the Second World War: Volume VII: The Strategic Air War in Europe and the War in the West and East Asia, 1943-1944/5. Clarendon Press. ISBN:978-0-19-822889-9. مؤرشف من الأصل في 2020-04-15.
- Bowman، Martin (2011). 100 Group (Bomber Support): RAF Bomber Command in World War II. Barnsley, South Yorkshire: Pen and Sword. ISBN:978-1-84415-418-0.
- Bowman، Martin (2016a). Nuremberg: The Blackest Night in RAF History: 30/31 March 1944. Barnsley, South Yorkshire: Pen and Sword. ISBN:9781473852112.
- Bowman، Martin (2016b). Nachtjagd: Defenders of the Reich 1940-1943. Barnsley, South Yorkshire: Pen and Sword. ISBN:9781473852112.
- Bowman، Martin؛ Davey، Chris (2013). Mosquito Bomber/Fighter-Bomber Units 1942–45. Oxford, UK: Osprey Publishing. ISBN:978-1-4728-0049-7.
- Caldwell، Donald L.؛ Muller، Richard R. (2007). The Luftwaffe over Germany: Defense of the Reich. London, UK: Greenhill Books. ISBN:978-1-85367-712-0.
- Chorley، W. R. (1992). Royal Air Force Bomber Command Losses of the Second World War: Aircraft and Crew Losses, 1944. London: Midland Counties Publications. ISBN:978-0-904597-91-2.
- Cooper، Alan (1992). Air Battle of the Ruhr. London: Airlife Publishing Limited. ISBN:9781853102011.
- Cooper، Alan (2013). Bombers Over Berlin: The RAF Offensive November 1943 - March 1944. London: Pen and Sword. ISBN:1781590656.
- Everitt، Chris (1985). The Bomber Command War Diaries: An Operational Reference Book. London: Pen & Sword Aviation. ISBN:978-1783463602.
- Foreman، John؛ Parry، Simon؛ Matthews، Johannes (2004). Luftwaffe Night Fighter Claims 1939–1945. Walton on Thames: Red Kite. ISBN:978-0-9538061-4-0.
- Franks، Norman (1994). The Battle of the Airfields: 1 January 1945. London: Grub St. ISBN:1-898697-15-9.
- Hall، R. Cargill (1998). Case Studies in Strategic Bombardment. University of the Pacific. ISBN:978-1410224804.
- Hinchliffe, Peter (1998). Luftkrieg bei Nacht 1939–1945 [Air War at Night 1939–1945] (بالألمانية). Stuttgart, Germany: Motorbuch Verlag. ISBN:978-3-613-01861-7.
- Hinchliffe، Peter (1999). Schnaufer: Ace of Diamonds. Brimscombe Port, UK: Tempus. ISBN:978-0-7524-1690-8.
- Hooton، E.R. (1999). Eagle in Flames: Defeat of the Luftwaffe. Weidenfeld & Nicolson. ISBN:978-1-85409-343-1.
- Mackay، Ron (2000). Messerschmitt Bf 110. Wiltshire: he Crowood Press. ISBN:1-86126-313-9.
- Manrho، John؛ Pütz، Ron (2004). Bodenplatte: The Luftwaffe's Last Hope-The Attack on Allied Airfields, New Year's Day 1945. Ottringham, UK: Hikoki Publications. ISBN:978-1-902109-40-4.
- Mason، Francis (1969). Battle Over Britain. London, UK: McWhirter Twins. ISBN:978-0-901928-00-9.
- Middlebrook، Martin (2006). The Peenemunde Raid. Barnsley: Pen 7 Sword. ISBN:1-84415-336-3.
- Murray، Williamson (1983). Strategy for defeat : the Luftwaffe, 1933-1945. Maxwell AFB, Alabama: Air University Press (US Air Force). ISBN:978-1-58566-010-0.
- Parker، Danny S (1998). To Win The Winter Sky: Air War over the Ardennes, 1944-1945. Pennsylvania: Combined. ISBN:0-938289-35-7.
- Parry، Simon (2003). Intruders over Britain: The Luftwaffe Night Fighter Offensive 1940 to 1945. London: Air Research Publications. ISBN:1-871187-16-8.
- Price، Alfred (1973). Battle Over The Reich. Shepperton, Surrey: Ian Allan. ISBN:978-0-7110-0481-8.
- Price، Alfred (1991). Last year of the Luftwaffe, May 1944 - May 1945. London: Greenhill. ISBN:1-85367-440-0.
- Scutts، Jerry (1998). German Night Fighter Aces of World War 2. Oxford, UK: Osprey Publishing. ISBN:978-1-85532-696-5.
- Spick، Mike (1996). Luftwaffe Fighter Aces. New York: Ivy Books. ISBN:978-0-8041-1696-1.
- Tooze، Adam (2006). The Wages of Destruction: The Making and Breaking of the Nazi Economy. London, UK: Allen Lane. ISBN:978-0-14-100348-1.
- Weal، John (2012) [1999]. Messerschmitt Bf 110 Zerstörer Aces of World War 2. London, UK: Osprey Publishing. ISBN:978-1-85532-753-5.
- Webster، C K؛ Frankland، Noble (1961). Butler، J R M (المحرر). The Strategic Air Offensive Against Germany: 1939–1945. History of the Second World War. London: مكتب معلومات القطاع العام  [لغات أخرى]‏. ج. II.{{استشهاد بكتاب}}:  صيانة الاستشهاد: علامات ترقيم زائدة (link)